# マルクス主義フェミニズム
マルクス主義フェミニズム（マルクスしゅぎフェミニズム）とは、資本主義（資本制）や私有財産において女性がいかに抑圧されているのかを研究し説明することを目的としたフェミニズムの一派である。マルクス主義フェミニズムとは、「マルクス主義者の視点から見たフェミニズム(社会主義婦人解放論)」ではなく、「マルクス主義をフェミニズムで修正したフェミニズム」とされている。そのため、マルクスの資本論など著書には労働者階級の中にいる女性労働者への考えが欠けている点などについては批判している<。マルクス主義フェミニストらは、マルクス主義のこのような点だけでなく、ラディカル・フェミニズムを批判し、リベラル・フェミニズムを強く批判している。そして、近代の女性への抑圧は有罪であり、「(その原因である)資本主義経済を抜本的に改革しない限り、女性は自由を手にすることがない」と主張している。日本では代表的なマルクス主義フェミニストとして、上野千鶴子が知られる。

## マルクス主義の理論的背景
共産党宣言におけるカール・マルクス (1859) とフリードリヒ・エンゲルス (1848) の取り組み、および経済学批判におけるマルクスの取り組みにより、資本主義と迫害の関係性に関するの初期の説のいくつかに対し、その元となる土台が提示された。唯物史観と呼ばれた、マルクス (1859) によって展開された研究の理論と方法論によって、経済によって社会全体がどう構築されているのか、日々の生活や行動にどう影響しているのかが明らかにされている。 唯物史観では、社会の下部構造を決定する過程における経済と技術の要素が果たす役割が強調されている。その下部構造によって、労働者階級をしばしば搾取し権力者の利益を増大させることを目的とした制度や法律が規制されている。マルクス (1859) は、これらの制度は、自身の権力を維持するために階級闘争を続けたり活発化させたりせねばならなかった支配者階級の人間によって制定された、と論じている。しかし、 マルクス(1859) は、新たな支配者階級に権限を与えようとする下層階級の人間による組織や団体行動の可能性をも認めている。 ウラジーミル・レーニン (1917) がこの可能性について論じているように、 労働者階級による革命的な運動にとって前衛党による社会主義の組織が重要な存在となる。
1884年、エンゲルスは『家族・私有財産・国家の起源』を出版した。 エンゲルス (1884) は、封建制度から土地私有制に切り替わったことで女性の地位が大きな影響を受けた、としている。私有制において、土地またはその他の生産手段を持たない人は奴隷のような立場にある。エンゲルス (1884) は彼らの立場を、私有制のもとで生活するには所有者のために働くことが「義務」である、と表現した。エンゲルス(1884) は、この種の制度への移行により公私の領域が分断され、賃金を得られる仕事に男性ばかりがありつけるようになった、としている。 
エンゲルス (1884) は、女性の地位が低いのはその生物学的性質でなく社会的関係が原因で、女性の労働力とその性別上の能力を制御せねばならないという男性側の取り組みが核家族内で徐々に制度化されたのだ、と述べている 。「マルクス主義唯物史観」の展望を通じ、エンゲルス (1884) は、処女を守る風潮、それを破った者を有罪とし体罰を与える制度、といった女性の性的モラルに関連する社会現象が広まっていくと推測し、女性は自分の夫に従うようにと求める。そしてついには、これらの現象から、古代の生産システムにおける新興の奴隷所有者階級の長による個人資産の包括的支配、そしてそれに伴う自分の財産が自分の子孫にのみ相続されてほしいという考え方が近年増長しているという事実、をつきとめた。エンゲルス (1884) いわく、貞淑で性的に忠実であることが賞賛されるのである。なぜならそれらによって所有者階級の男性に占有された女性の性的な生殖能力を独占的に利用できることが保証されるからである。
このように、性差別は階級差別と密接に関わっていて、社会における男女の関係はプロレタリアとブルジョワジーの関係に似ている。この点からみると、女性が従属的立場にあるのは階級差別が原因である。階級差別は（人種差別のように）資本家や支配者階級に利益をもたらすからという理由で存在している。女性より男性を優先し、支持を確保するために資本主義において労働者階級の男性に比較的特権を与え、そして資本家階級に、女性の家庭内での労働に対しては賃金を払うのを拒否することを認めた。

## 生産労働と再生産労働
資本主義において、二種類の労働が存在している。この二つの違いをマーガレット・ベンストンとペギー・モートンといったマルクス主義フェミニストは強調する。ひとつめは生産労働で、働いた分だけ、資本主義において金銭的な価値をもちそのため賃金という形で生産者が補償してくれる財やサービスが得られる。ふたつめは再生産労働で、私的な領域に関わってくるものであり、賃金を得るという目的でなくとも自分達のためにやらねばならないあらゆるもの（掃除、料理、子育てなど）を含む。どちらの労働も必要なものだが、人々は自分達のアイデンティティのある特定の特徴をもとにそれぞれの労働の形式にありつく。女性は、労働が再生産的でそれゆえ資本主義においては補償されず認知されない私的な領域に割り当てられる。公的機関にとっても私企業にとっても、労働力を維持するための安価な手段として女性労働者を搾取することは最も利益につながる。このことは、生産者にとっては利益が上がることを意味する。核家族にとっては、家事は家の中の女性が全面的にこなして他の家族が必要な自身の再生産労働から解放されるようにしなければならない、とパワーダイナミクスが指示しているようである。 マルクス主義フェミニストは、生産労働から女性を排除することで私的にも公的にも男性の支配が強くなる、と論じている。

## 成果と行動主義
マルクス主義フェミニストは、闘争を辞さない気質と社会の変化を促進するために力を結集する能力を持ち合わせており、それによって重要な行動主義を貫いてきた。その提案はしばしば論争を呼び批判の的となっているが、それでも新たな学説を支え女性の地位を明確にして資本主義に異を唱えている。この女性達は、歴史的にみて、ヘゲモニー的な資本主義と対決するにいくつかの手段を利用してきた。このことは、女性の自由を実現するための最適な手段についての彼女らの意見の相違をよく表している。

### 家事労働に賃金を
女性が生産労働から排除されているということを女性差別の最たる象徴として着目し、資本主義において家庭内の仕事にも賃金が与えられるよう要求することに自らの行動主義を捧ぐマルクス主義フェミニストもいる。補償がなされる生産労働を産み出そうという考え方は、シャーロット・パーキンズ・ギルマン (1898) などの著書に書かれている。彼は、女性差別は女性が私的領域に追いやられたことがはじまりであった、と論じた。また、女性の立場は、公的領域において仕事が見つかり、認知され、価値を見いだされれば向上するだろう、とも述べている。
もしかしたら、再生産労働を補償するための取り組みで最も影響力が強かったのは、「家事への賃金を要求する国際運動」であったかもしれない。この運動は、国際フェミニズム団体の団員によって1972年にイタリアで始まった。セルマ・ジェームス、マリアローザ・ダラ・コスタ、ブリジット・ガルティエ、シルビア・フェデリチ といった団員の多くは、学術の世界や公共の場に自分たちの声を発信するために様々な書を出版した。 この取り組みは、イタリアで比較的少人数の女性たちによって始まったにも関わらず、「家事への賃金を要求する国際運動」は国際規模で活発化することに成功した。このグループはニューヨークのブルックリンで、フェデリチの力をかり、発足した。ハイジ・ハートマン (1981) の認めるように、これらの運動は最終的には失敗に終わったが、家事の価値とその経済との結びつきについての重要な説を打ち立てた。

### 再生産労働の責任の共有
マルクス主義フェミニストによって提唱された他の解決策に、再生産労働に縛り付けられた女性を解放する、というものがある。ハイジ・ハートマン (1981) は、家事への賃金を要求する運動などの古くから行われているマルクス主義フェミニストの活動についての自らの論考の中で、それらの運動は、女性の男性に対する関係よりむしろ女性の経済制度に対する関係を問題視し前者は後者の議論の内で説明できるだろうと考えているようだ、と論じている。" ハートマン (1981) は、昔からの学説は女性差別を女性の問題として扱わず代わりに資本主義経済の一部だとしてみなしている、と考える。同様に、人類学の研究や性的サブカルチャーの歴史に加え、サドマゾヒズム、売春、ポルノ、レズビアン文学といった題材についても著書を残してきたゲイル・ルービンは、1975年に自ら出した著書『女たちによる交通――性の『政治経済学』についてのノート』によってはじめて有名になった。この書で彼女は「セックス/ジェンダーシステム」という言葉を造り出し、マルクス主義の基本理念を軽視したり破壊したりすることなく、資本主義下の性差別についての不完全な憶測を主張しているだけだとしてマルクス主義者を批判した。 
その後、マルクス主義フェミニストの多くは、女性が生産労働を手にした後に劣悪な環境に追い込まれる可能性が高いという現状に目を向けだした。 ナンシー・フォールブル (1994) は、職場（公的領域）だけでなく再生産（私的）領域でも女性は男性より下の立場にいるという事実にフェミニズム派は着目し始めた、と述べている。2013年に行われたインタビューで、シルビア・フェドリッチはフェミニズム派に対し、女性の多くが今や生産労働をも再生産労働をも強いられ「二重負担」の状況が生まれていることを考慮するよう求めた。  フェドリッチ (2013)は、女性は無償労働から解放されない限り自由を手にすることはできないと論じ、またそのためには男女の賃金格差を撤廃し職場に育児設備を設けるといった制度の改革も必要だろう、と述べている。  フェドリッチ (2013) の意見は、セルマ・ジェームス (2012) も同じようなインタビューの中で述べていて、これらの問題は近年の大統領選挙においても触れられている。

## インターセクショナリティとマルクス主義フェミニズム
インターセクショナリティが現在のフェミニズムに関する広く有名な理論として浸透してくると、マルクス主義フェミニストは、ブルジョワジーの政治家に頼っているとしてインターセクショナリティ理論の批判を続けつつ、資本主義においてますます搾取される可能性の高い人々を守るために視野を広げようとする。 現在の ラディカル・ウィメンという組織は、搾取されやすいアイデンティティを見過ごすことなくマルクス主義フェミニズムの目標を達成するための明確な一例を提示している。彼女らは、利益第一の資本主義経済を消滅させれば、性差別、人種差別、同性愛迫害、その他様々な迫害行為の原因もすべてなくなるだろう、と主張する。

## 反結婚などのラディカルフェミニスズムとの共通点や相違点

### 共通点

#### 反対リベラルフェミニズム・反結婚・反専業主婦
ラディカルフェミニストの小倉千加子は、「近代の枠組みを認める保守」であるとリベラル・フェミニズムを否定的に例え、「近代の枠組みを認めない破壊」とラディカル・フェミニズムを肯定的に例えている。小倉は2002年の著書『ザ・フェミニズム』でリベラルフェミニズムは衰退し、ラディカルフェミニズムが勝ったと主張している。そして、夫は仕事と家事、妻は家事と趣味的仕事という新専業主婦社会は実現しないと主張している。そして、ラディカルフェミニストはマルクス主義フェミニストと共に、結婚に否定的である。
1980年代から代表的な「マルクス主義フェミニスト」として知られる上野は、フェミニズムの解放論は、「ラディカルフェミニズム」「マルクス主義フェミニズム」、女性支配は「資本制における階級支配」の従属変数で資本主義体制と階級支配が解決すれば女性差別も解決するとの考えである「社会主義婦人解放論(マルクス主義者のフェミニズム)」の3つしかないと主張している。
上野は2016年に結婚を「自分の身体の性的使用権を、特定のたった一人の異性に対して、生涯にわたって譲渡する契約」であるとし、「人はなぜ不倫をしない」の方が謎とし、「この人以外とはセックスしません」という法的な約束である「結婚」をするから不倫となるので、「なんで守れない約束をするのか、私には理解できません」と答えている。夫の公認を受けた後から婚外性交渉をしていると明かした女性についても、上野はどうして夫に事前に許可を求めたかと批判し、「自分の体や感情の傾きの許可を誰かから得なければいけないんですか」と語っている。上野は2016年に結婚自体にそもそも反対なため、他のフェミニストの多くが推進している選択的夫婦別姓の法制化に対して、反対自体はしないものの積極的になれないと語っている。そして、結婚してるフェミニストは好きじゃないこと、「野蛮な靴」と考えているハイヒールを履いている女を見ると「捻挫するんじゃないかって心配になるわ（笑）」と語っている。
ラディカルフェミニストと共に、結婚しているのにフェミニストを名乗る女性について、結婚することで結婚制度を擁護していると否定的である。2002年にマルクス主義フェミニストである上野千鶴子も結婚とフェミニズムは相容れないとしている。そして、両者とも、「フェミニストである」と自認しながら専業主婦である女性については、論理矛盾であると強く批判している。
上野は、2007年に『おひとりさまの老後』を出版し、約80万部のベストセラーになり、以降も発行した「おひとりさまシリーズ」は累計128万部を記録した。上野は、その後も「おひとりさま」を冠した本を多数出版し、「独身を貫く上野」は独身女性たちから絶大な人気を誇り、「おひとりさまの教祖」と呼ばれるようになった。
上野は2016年には結婚した女性目線で結婚後に得た地位や子供や夫といった家族など得たもの、そのために支払った帳尻が「等しい」か「黒字」になっていればいいと語っている。そして、「非婚」である自身の帳尻は(2016年時点で「非婚」であることで)黒字であるとし、既婚や非婚であることに帳尻が合わなくなったら離婚したり結婚したりすれば良いとし、「それだけのこと」と語っている。同年に上野は、理想のフェミニスト像を「性に主体的で、 (性的な話題も)オープンに話し、かつ結婚をしていないフェミニスト」と語り、全てに該当しない女性は皆「社会に抑圧されている」としている。そして同年の対談でも「私は結婚してるフェミニストは好きじゃないね」「女に性欲があるって認められなくて、何が現代のフェミニズムだよ」と語っている。
そして、2023年2月に上野自身も1998年から八ヶ岳南麓の山荘を二人で共同所有して隠れながら交際していた20歳年上の男性がいたこと、「原稿執筆に没頭するため」と周囲に嘘つきながら勤務している東大のある文京区本郷から八ヶ岳まで月2-3回愛車のBMWで深夜から運転することで通っていたこと、その男性と結婚していたこと、相手男性を2021年に看取ってたことが判明した。

### 相違点
上野は、必ずすっぴんでメイクしない、ブラジャーしないなどの思想を持つ原理主義フェミニストについて、2016年に彼女たちの主義へ同意も否定もしないが、「でも私はおしゃれも好き。」であるとし、おしゃれをする女性に否定的など意見の異なるフェミニストらへ「Whats’s wrong? (何が悪い？)って思えばいい」と語っている。

#### セックスワーク・男性とのセックスに対する考えの差
ラディカルフェミニストはAVや風俗など成人女性によるものでも性交契約ごとセックスワークを禁止すべきと強く主張するが、マルクス主義フェミニストである上野千鶴子はそのような立場を取っていない。マルクス主義フェミニストの上野千鶴子は男性との性交渉自体へは否定的ではなく、「欲望の客体となってやらせてあげたセックス」には否定的だが、むしろ「欲望の主体になるセックス」については肯定的である。そして、「欲望の主体になるセックス」をすると、「クオリティ(女性側の満足度)は上がる」と答えている。逆に「女性の性欲を否定するフェミニズム」、女性の自慰行為(マスターベーション)を語ることを避けようとするフェミニスト・女性らを強く批判し、「自分に性欲があることを女が認められないなんて、何が現代のフェミニズムよ、冗談じゃない（笑）」と嘲笑している。
上野は自身の学生時代は学生運動の時代だけでなく、「フリーセックス」という性革命の時代でもあったとし、学生運動のバリケードの裏でフリーセックスをしている新左翼男女学生が沢山いたことを明かしている。男性との性行為は、見た目はいまいちだが食べていく経験値が貯まると美味しいも感じるようになる「フォアグラ」のようなモノ、セックスの方が快楽の質は深いと思うものの自慰行為より質の低い男とのセックスはしないほうがいい、女性は性的に開発された身体の方が豊か、自慰行為は「セックスの基本はキ」と語っている。
上野は、セックスワークには「そのセックス、やってて楽しいの？あなたにとって何なの？」って思ってしまうとし、「主体性がないセックスは自分の肉体と精神をどぶに捨てるようなこと」「賛成できない」と肯定的ではないものの禁止すべきとまでは主張していない。 女性の性欲をタブー視することを批判し、女性は「お腹がすいた」って食欲と同じように、「セックスしたい」という欲望が自分にあるってことを自覚する必要性を述べている。
AV監督の二村ヒトシによる『すべてはモテるためである』（文庫ぎんが堂）についても、「名著」だとし、 著書内で國分功一郎と自身も対談していることを明かし、「全男性必読の書」であると男性へ読むように強く推薦もしている。